# Мучман, Мартин
Мартин Мучман (нем. Martin Mutschmann, 9 марта 1879, Хиршберг (Заале), Тюрингия — 14 февраля 1947, Москва, СССР) — партийный деятель НСДАП, гауляйтер (27 марта 1925) и рейхсштатгальтер (5 мая 1933), обергруппенфюрер СА (9 ноября 1937).

## Биография
Мартин Мучман родился 9 марта 1879 года в городе Хиршберг (Заале). В 1886 году вместе с семьёй переехал в Плауэн, где окончил начальную школу в 1893 году. С 1893 по 1896 обучался коммерции в торговом училище. Затем работал на текстильных фабриках Плауэна, Херфорда и Кёльна. C 1901 по 1903 проходил службу в 138-м пехотном полку (3-й Нижнеэльзасский). С октября 1903 по сентябрь 1907 года работал начальником отдела и коммерческим директором текстильной фабрики в Плауэне. 1 октября 1907 года основал фирму «Mutschmann & Eisentraut» и открыл свою текстильную фабрику. В последующие годы был соучредителем других компаний.
4 августа 1914 года был призван на военную службу. С октября 1914 в составе 133-го резервного полка на Западном фронте. Был серьёзно ранен и госпитализирован в апреле 1916 года. 24 декабря 1916 был признан негодным к строевой службе и комиссован из армии. После войны в 1919 примкнул к Немецкому народному союзу обороны и наступления. 5 апреля 1922 первый раз вступил в НСДАП (билет № 5 346) и был дним из членов-основателей местного отделения НСДАП в Плауэне, открытого 31 мая. В октябре 1922 года приехал на «Немецкий день», организованный Немецким народным союзом обороны и наступления в Кобурге, позднее переросший в уличные бои и драки с коммунистами.
С 1923 года являлся ландесфюрером «Народного блока» (нем. Volkischen Block) в Саксонии, пока действовал запрет на НСДАП. В феврале 1925 реорганизовал местную структуру НСДАП и 27 марта был назначен гауляйтером Саксонии. За счёт своих доходов финансировал политическую деятельность НСДАП. После снятия запрета с НСДАП 2 июня 1925 года повторно вступает в партию (билет № 35). 14 сентября 1930 года избран депутатом Рейхстага от НСДАП в округе Хемниц-Цвиккау. С 15 июля до 9 декабря 1932 года исполнял обязанности ландесинспектора НСДАП в области «Саксония-Тюрингия».
26 февраля 1933 года выступая на митинге, накануне Поджога Рейхстага, Мучман заявил:
Нужна Варфоломеевская ночь! Без этого не обойтись. Национал-социалисты будут наготове. Никакой жалости! Сентиментальность неуместна!

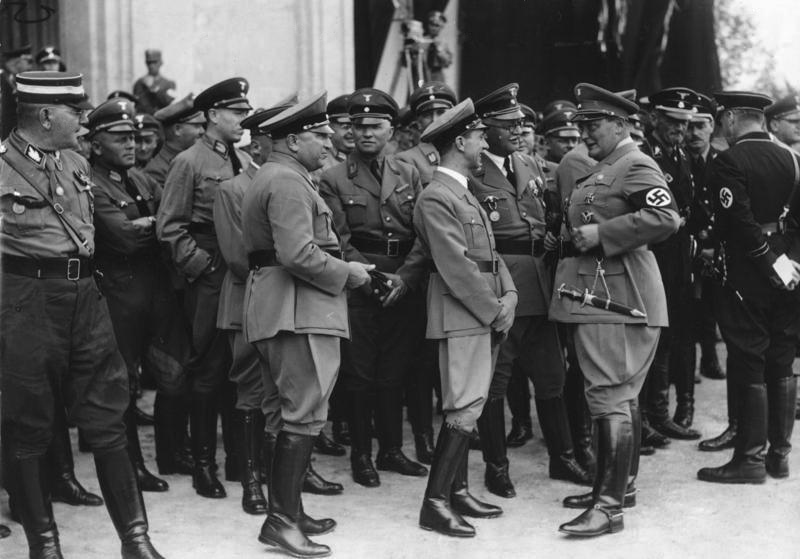
Имперский съезд НСДАП 1936 года. Мартин Мучман в центре (между Леем и Геббельсом)

После назначения 10 марта 1933 года министр-президентом Манфреда фон Киллингера началась политическая борьба, длившаяся два года. 5 мая 1933 года назначен имперским наместником Саксонии, а также почётным фюрером 100-го штандарта СА в Дрездене. 20 мая 1933 по личному распоряжению Мучмана был арестован и подвергся пыткам бывший министр внутренних дел Саксонии Герман Либман, который позднее скончался. 28 февраля 1935 был назначен министр-президентом Саксонии и егермейстером, будучи страстным охотником. 23 апреля 1935 распорядился арестовать и депортировать в концлагерь Заксенхаузен 10 пасторов евангелической церкви, оппозиционных режиму.

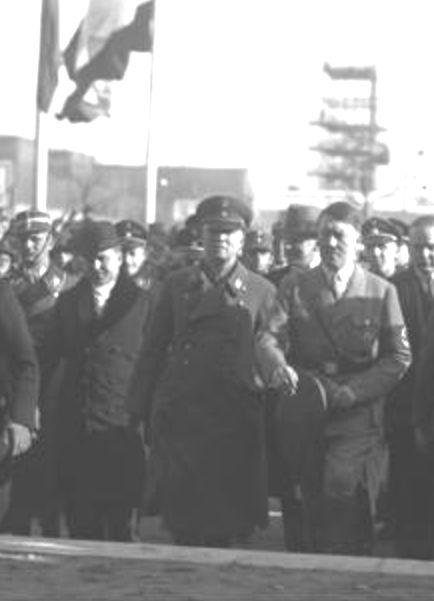
Мучман и Гитлер.

С 1 сентября 1939 имперский комиссар обороны 4-го военного округа (со штаб-квартирой в Дрездене). Во время войны пренебрёг строительством бомбоубежищ в Дрездене, однако во дворе своей виллы на Комениусштрассе 32 приказал возвести железобетонный бункер. Так как Дрезден не подвергался бомбардировкам до 1945 года, в 1943 году среди жителей ходил такой анекдот:
Почему нас до сих пор не бомбили? - Потому, что мы и так достаточно наказаны Мучманом.
 14 апреля 1945 года объявил Дрезден фестунгом и приказал «сражаться до последнего». После самоубийства Гитлера объявил в городе восьмидневный траур.

## После войны
16 мая 1945 года был задержан местной полицией Теллерхойзера (в районе Рудных Гор). По распоряжению бургомистра он был направлен в город Аннаберг-Буххольц на показ жителям города. Вот как это выглядело:
Со связанными руками, в одних трусах, Мучман был проведён по улицам города, а затем выведен на центральную площадь и поставлен на постамент одного из памятников для обозрения собравшимся населением города. Ненавистного всему населению партийного функционера от унижения “спасла” одна из опергрупп НКВД, поместив наместника в главную Хемнитцкую тюрьму, где предотвратили его попытку самоубийства. Мучмана переправили в Брест, где оформили арест.
Затем был переправлен в Москву и содержался в Лубянской тюрьме. В январе 1947 года военным судом был приговорён к смертной казни. Приговор был приведён в исполнение 14 февраля 1947 года.

## Награды
- Железный крест, 2-го класса (1914)
- Медаль Фридриха Августа
- Знак за ранение
- Почётный крест ветерана войны
- Почётный знак Кобург
- Золотой значок Гитлерюгенд с дубовыми листьями
- Золотой партийный знак НСДАП (№ 35)
- Медаль За выслугу лет в НСДАП в бронзе, серебре и золоте